# 미카와 지진
미카와 지진(일본어: 三河地震 みかわじしん[*])은 1945년 1월 13일 오전 3시 38분 23초에 일본 아이치현의 미카와만 해역에서 일어난 규모 6.8(Mw6.6)의 지진이다. 1940년대 일본에서 일어난 사망자 1,000명인 지진인 1943년 돗토리 지진, 1944년 쇼와 도난카이 지진, 1946년 쇼와 난카이 지진과 함께 태평양 전쟁 종전 전후 4대 지진 중 하나이다.
미에현 쓰시에서 최대진도 5를 기록하였으나, 진원에서 가까운 아이치현 니시오시 등에선 진도6(현재의 진도7)이었을 것으로 추정한다.
1개월 전에 일어난 1944년 쇼와 도난카이 지진의 최대규모의 여진이라는 설이 있지만, 직접적인 여진은 아니며 도난카이 지진의 영향을 받아 일어난 유발지진이라는 설도 있다. 지진 발생 초기엔 쇼와 도난카이 지진(제1차 지진)을 이은 제2차 지진(일본어: 第二次地震)로 불렀다.

## 지진 단층
미카와 지진은 후코즈 단층과 요코스카 단층에서 일어난 지진으로 육지에서 길이 18km, 총 길이 28km, 최대 높이차는 2m, 단층 이동 높이는 약 1m이다. 미카와 지진으로 만들어진 후코즈 단층은 1975년 아이치현 천연기념물로 지정되었다. 후크즈 단층이 역단층형으로 단층이 생기면서 융기된 곳에선 주택 붕괴 피해가 컸으며 침강된 곳의 피해는 단층면으로부터 10km 이내 지역에 집중되었다. 2013년 기준 니시오시의 미욕지(妙喜寺)에선 미카와 지진으로 갈라진 땅(지표 지진 단층)이 보존되어 있다.
후코즈 단층에서 북북서 방향으로 연장한 직선상에 1891년 미노-오와리 지진을 일으킨 네오다니 단층대가 있으며, 직선에서 더 올라가면 1948년 후쿠이 지진을 일으킨 후쿠이 단층대가 존재한다.

## 각지의 진도
진도4 이상의 흔들림을 느낀 지역은 다음과 같다.
| 진도 | 도도부현 | 시정촌            |
| ---- | -------- | ----------------- |
| 5    | 미에현   | 쓰시              |
| 4    | 후쿠이현 | 쓰루가시          |
| 4    | 나가노현 | 스와시·이다시     |
| 4    | 기후현   | 다카야마시·기후시 |
| 4    | 아이치현 | 나고야시 지쿠사구 |
| 4    | 미에현   | 가메야마시        |

## 전후 지진 활동
1월 7일경부터 시작된 전진 활동은 1월 11일부터 활발해져 가타우라정이나 니시우라정에서는 유감지진 5-6회(규모 M5.9, M5.2 지진 포함)의 전진이 일어나다 본진 직전인 13일에는 잠잠해졌다. 여진 활동도 활발하게 일어나 여진 횟수가 많았다는 니가타현 주에쓰 지진보다도 여진 횟수가 많았다. 최대 여진은 본진 3일 후 일어난 규모 M6.4의 지진이다.
이 외에도 전진이나 여진 활동 전후에 지진단층 바로 위에 있는 미카네산에서 밤하늘이 밝게 빛나는 등 굉관이상현상이 관측되었다. 당시는 태평양전쟁이 일어났던 시기로 전시 등화관제가 있었기 때문에 인공 조명일 가능성은 매우 낮다.

## 피해
진원이 얉고 규모가 6.8로 비교적 컸음에도 불구하고 태평양 전쟁이 진행되던 시기 특성상 피해 보고가 거의 극소수밖에 남지 않아 현재까지도 미카와 지진에 대해선 많이 알 수 없다. 하지만 미카와 지진의 진원에서 매우 가까운 미카와 지역에선 도난카이 지진보다 더 많은 사망자가 있었다고 기록되어 있으며 사망자 1,180명, 부상자 3,866명, 실종자 1,126명, 주택 붕괴 7,221채, 반파 16,555채, 전소 2채, 반소 3채, 기타 파괴 24,331채의 피해가 있었다고 기록되어 있다. 또한 미카와만에선 소규모의 쓰나미가 닥쳤다는 기록이 있다.
국지적인 피해는 다른 직하형지진보다 더 심했다. 피해 상황이 마을마다 매우 큰 차이를 보여 어떤 마을은 괴멸 수준을 피해를 입었던 반면 바로 옆 마을은 아무 피해도 입지 않았던 상황도 많았다. 37일 전에 일어난 도난카이 지진으로 피해를 본 주택이 물자와 인력 부족으로 복구가 되지 않은 채 미카와 지진이 강타하여 대부분의 집이 붕괴되었던 것으로 추정된다. 여기에 하루에 4-50회 이상 여진이 일어나 집이 온전한 경우에도 사람들이 집 안으로 들어오지 못하는 경우도 많았다.

## 같이 보기
- 도토미 미카와 지진 - 1686년 지진
- 쇼와 도난카이 지진
- 유발지진